# Dicranomyia (Dicranomyia) scelio
Dicranomyia (Dicranomyia) scelio is een tweevleugelige uit de familie steltmuggen (Limoniidae). De soort komt voor in het Afrotropisch gebied.